# Bėnder: Načalo
Bėnder: Načalo (Бендер: Начало) è un film del 2021 diretto da Igor' Zajcev.

## Trama
1919. Un giovane idealista di nome Osip si imbatte in un truffatore turco, Ibrahim Bėnder, che, come Osip, va a caccia di una reliquia reale. Osip impara da Ibrahim l'adulazione, l'inganno, il ricatto e la forza bruta, si innamora di una bellissima straniera fatale e diventa il leggendario Ostap Bėnder.